# Guy Patrice Lumumba
Pour les articles homonymes, voir Lumumba (homonymie).
Guy Patrice Lumumba est un homme politique de la République démocratique du Congo, fils de Patrice Émery Lumumba,,,. En 2006, il se présente comme candidat indépendant à l’élection présidentielle.